# Copa Pepe Reyes 2024
La Copa Pepe Reyes 2024 (en inglés y de manera oficial Pepe Reyes Cup 2024) fue la 23.ª edición de la Copa Pepe Reyes, la supercopa organizada por la Asociación de Fútbol de Gibraltar. El torneo se disputó el 18 de agosto de 2024 en el Estadio Victoria. 
El campeón de la Liga y de la Copa fue el mismo equipo; por lo tanto, en esta edición de la Supercopa se enfrentó el campeón de ambas competiciones en la temporada 2023/24 (Lincoln Red Imps) y el subcampeón de la Gibraltar National League de la misma temporada (St. Joseph's).
St. Joseph's se coronó campeón, consiguiendo su segundo título.

## Participantes
| Club             | Método de clasificación                                            |
| ---------------- | ------------------------------------------------------------------ |
| St. Joseph's     | Subcampeón de la Gibraltar Football League 2023-24                 |
| Lincoln Red Imps | Campeón de la Gibraltar Football League 2023-24 y Rock Cup 2023-24 |

## Final
| 18 de agosto de 2024, 21:00 | Lincoln Red Imps | 1:1 (0:1) (3:4 p.) | St. Joseph's       | Estadio Victoria, Gibraltar |  |
|                             | Ethan Britto 45' | Reporte            | Manuel Sánchez 42' |                             |  |

### Campeón
| Campeón Copa Pepe Reyes 2024 |
| ---------------------------- |
| St. Joseph's 2.° título      |